# أوسفالد إيجر
أوسفالد إيجر Oswald Egger (ولد في 7 مارس 1963 في تشيرمس في تيرول الجنوبية) هو شاعر تيرولي يكتب باللغة الألمانية.
درس الأدب والفلسفة في فيينا. نشر إيجر قصائده في العديد من المختارات الشعرية وكذلك المجلات الأدبية. وقد ترجمت قصائده إلى لغات عدة من بينها الفرنسية.
من دواوينه:
- أرض الكلام
- يوليو وسبتمبر وأغسطس
- هذا لا شيء
- الزمن الكامل

حصل على عدة جوائز منها: جائزة اوسكار باستيور عام 2010.

## وصلات خارجية
- أوسفالد إيجر على موقع مونزينجر (الألمانية)
- أوسفالد إيجر على موقع ميوزك برينز (الإنجليزية)
- أوسفالد إيجر على موقع ديسكوغز (الإنجليزية)

موقعه: https://web.archive.org/web/20111008150423/http://www.oswaldegger.com/